# Araneus herbeus
Araneus herbeus este o specie de păianjeni din genul Araneus, familia Araneidae. A fost descrisă pentru prima dată de Thorell, 1890. Conform Catalogue of Life specia Araneus herbeus nu are subspecii cunoscute.